# Ernst Matérn
Ernst Matérn, född 14 juli 1879 i Lomma socken, död 30 mars 1954 i Stockholm, var en svensk apotekare och ämbetsman. Han var far till Ingrid och Bertil Matérn.
Ernst Matérn var son till lantbrukaren Sven Jönsson. Han avlade farmacie studiosiexamen 1897 och apotekarexamen 1903. Matérn tjänstgjorde vid apotek i Halmstad 1897–1899, i Storvik 1903–1909, i Tyskland och Schweiz 1909–1910 och i Göteborg 1910–1912 samt var föreståndare för apoteksavdelningen vid Sahlgrenska sjukhuset i Göteborg 1912–1925. 1925–1929 innehade han apoteket i Kävlinge och 1929 blev han extra byråchef i Medicinalstyrelsen och var 1930–1935 byråchef där. Han innehade 1935–1946 apoteket Renen i Stockholm. Bland Matérns många uppdrag var som ledamot av styrelsen för Farmaceutiska institutet 1929–1935, som sakkunnig biträde till Sveriges ombud vid opiumkonferensen i Genève 1931, tillhörande 1931 års apotekssakkunniga och som ordförande i apotekens avgiftsberedning 1940–1943. Matérn publicerade undersökningar över nederländska apoteksförhållanden 1922 och apoteksrörelsens ekonomi i Danmark 1923 samt medverkade i svenska och andra länders facktidskrifter.